# Дідона

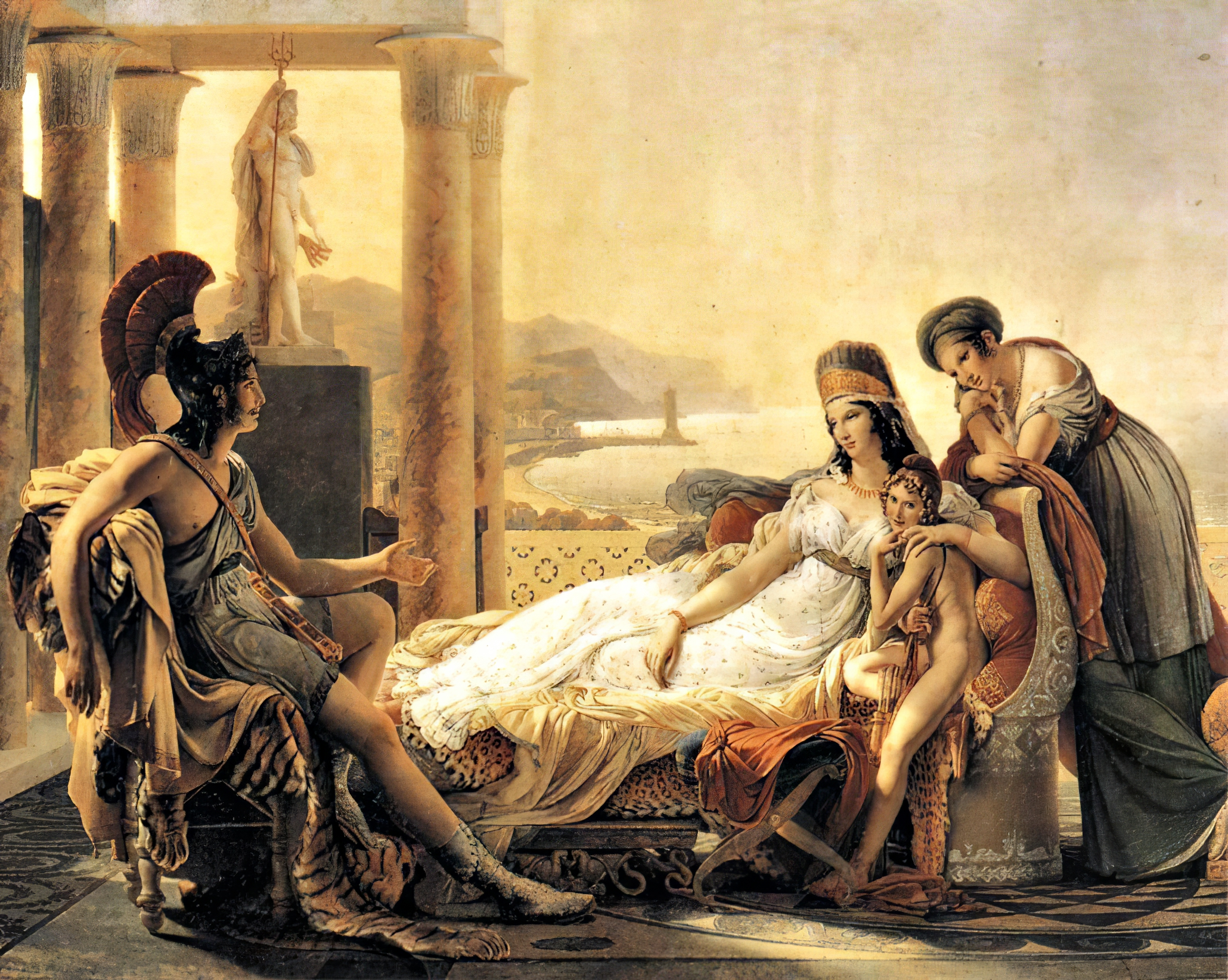
П.-Н. Ґерен «Еней розповідає Дідоні про падіння Трої»

Дідо́на (лат. Dydo, род. відм. Dydonis) — легендарна засновниця Карфагена, первісно — одне з фінікійських божеств. У IX ст. до н. е. — міфічна фінікійська цариця, небога й дружина Сіхея (Акербанта), верховного жерця Мелькарта в Тірі. Коли її брат Пум'ятон убив Сіхея, щоб захопити його скарби, Дідона втекла з Тіра й зі жменькою земляків оселилася на північному узбережжі Африки, біля фінікійської колонії Утіки. Місцевий володар Ярбас пообіцяв віддати Дідоні стільки землі, скільки обійме шкіра з вола; Дідона порізала шкіру на вузькі пасочки й охопила ними територію, на якій заснувала могутнє місто Карфаген. Бувши не в змозі захиститися від ненависних залицянь Ярбаса, вкоротила собі віку.
Відома завдяки давньогрецьким і римським джерелам (більшість з цих джерел написана саме після заснування Карфагена), але все ж її історична постать залишається невідомою.
Деталі про характер, життя Дідони і її роль в заснуванні Карфагена ми знаємо завдяки Вергілієвій поемі “Енеїда”, в якій розповідається про троянського героя Енея. У своєму творі Вергілій описує Дідону як розумну й ініціативну жінку, яка втекла від свого брата Пум'ятона (Пігмаліона), після того, як дізналася, що він відповідальний за смерть її чоловіка. Завдяки її розуму і якостям правительки, засноване нею місто процвітало. 
Дідона і досі є популярною фігурою в сучасних п'єсах і різних витворах мистецтва. Її вплив на культуру особливо помітний в Тунісі, де жінки називають себе “доньками Дідони”, її вважають національним символом.

## Ім'я
Більшість імен Дідони є пунічного (карфагенського) походження. Цим можна сказати, що перші грецькі автори , які згадували легенду про Дідону, брали за основу фінікійські джерела. Згідно з ними, існує декілька версій походження імені Дідони. Перша з них вказує, що Дідона має спільне семітське коріння з ім’ям Давид, яке в перекладі означає “кохана, улюблена”. Інша значення імені перекладається як “мандрівниця”.
Марі-П’єр Ноель, професорка університету Сорбонна в Парижі, зазначає, що інша версія імені Елісса/Еліша постійно зустрічається в пунічних обітницях. За цією версією, ім'я Елісса/Еліша можна розділити на дві частини: частинка імені ель (El) означає “бог” і, можливо, якимось чином пов'язана з іменем верховного бога Еля у західносемітській і угаритській міфології. Також Ель є позначенням одного із семи імен бога в юдаїзмі. У свою чергу, -ісса/іша має декілька значень: “вогонь” або “жінка”.

## Хронологія
Це є приблизна хронологія ключових подій, які відбувалися в період життя Дідони. Треба розуміти, що деякі дати є під знаком питання, але все ж якесь загальне уявлення можна скласти.
•	846-841 р. до н.е. - правління Баалезора II
•	840-832 р. до н.е. - правління Маттана I
•	839 р. до н.е. - в місті Тір з’являється на світ Дідона
•	831 р. до н.е. - починає правити брат Дідони Пігмаліон (інша версія імені - Пум’ятон)
•	825 р. до н.е. - Дідона залишає Тір після смерті свого чоловіка і одночасно стрийка Сіхея (фінікійською Сігерба, інші варіанти імені Ахерба, Закарбал або Гасдрубал), верховного жерця Мелькарта в Тирі. В цьому ж році вона подорожує по Кіпру
•	Між 825 і 814 р. до н.е. тиріанці будують поселення на острові Котон.
•	825 або 814 р. до н.е.(різні джерела вказують різні дати) - цариця заснувала Карфаген.
•	785 р. до н.е. - смерть Пум'ятона.
•	759 р. до н.е. - смерть Дідони.

## Легенда про Дідону
Марк Юніан Юстин Фронтін - римський історик часів правління імператора Геліогабала (3 ст. н.е.), який у своїй праці “Філіппінські історії”(Historiae Philippicae) розповідає легенду про Дідону. 
Отже, король Тіра(ім’я Юстин не називає, але за однією з версій - це Маттан I), зробив сина Пігмаліона і прекрасну дочку Дідону своїми спадкоємцями. Але після його смерті, владу перейняв Пігмаліон, який тоді ще був малим хлопчиком, йому було близько 10 років. Дідону видають заміж за Сіхея, який був верховним жрецем Геракла(Мелькарта) - фінікійського бога відродження. Чоловік Дідони був досить багатим, але знаючи велику жадобу Пігмаліона до золота, він заховав свої статки. Однак чутки ширилися і одного дня Пум'ятон підступно вбив жреця біля вівтаря. Після того, як Дідона дізналась про вбивство чоловіка, вона дуже розлютилась. Потім вона наказала слугам викинути мішки з золотом у море як дань померлому Сіхею (насправді мішки були наповнені піском). Дідона вирішила втікати з Тіра, вона переконала деяких слуг супроводжувати її. До неї також приєдналися деякі сенатори. 
Деякий час Дідона подорожувала по Кіпру, коли вони нарешті добралися до узбережжя Північної Африки. Там вона попросила у берберського царя Ярбаса невеликий шматок землі для тимчасового притулку, поки вона не зможе продовжити далі свою подорож. Ярбас пообіцяв, що дасть її стільки землі, скільки зможе охопити шкіра бика. Дідона порізала шкіру на шматки і змогла охопити нею лише пагорб, який знаходився неподалік. На цьому пагорбі було збудовано укріплення, яке потім назвали Бірса. Римляни і греки помилково вважали, що ця назва походить від співзвучного до старогрецької мови слова βύρσα, яке перекладається як “шкіра бика”. Насправді ж, назва має семітське походження і означає “скеля” або “укріплення”. Почало будівництво. Спершу планувалося будувати поселення, але трохи пізніше прибули посланці з фінікійського міста Утіки, які закликали будувати місто. При розкопуванні землі для встановлення фундаменту, була знайдена голова бика. Це було певним знаком того, що місто в майбутньому буде досить багатим. На іншій частині пагорба знайшли голову коня, що у свою чергу означало військову могутність міста. 
Місто назвали Карфагеном(в перекладі з пунічної мови: qrt-ḥdšt означає “нове місто”). В джерелі вказується, що воно було засноване за 72 роки до заснування Рима.
Отож, коли Карфаген почав процвітати, король Ярбас зажадав одружитися з Дідоною. Він поставив їй своєрідний ультиматум: або вона виходить за нього заміж, або він іде на Карфаген війною. Але цариця не хотіла виходити заміж і надала перевагу залишитися вірною своєму першому чоловікові. Дідона наказала розпалити погрібальний вогонь, щоб вшанувати пам'ять Сіхея, йому принесли досить багато жертв. Дідона казала, що так потрібно, бо вона востаннє вшановує чоловіка, до того, як стане дружиною Ярбаса. Але потім Дідона піднялася до погрібального вогню і заколола себе мечем(за іншою версією, вона стрибнула в вогонь і згоріла). Такий вихід для себе обрала цариця, щоб врятуватися від ненависних залицянь короля.

## Трагедія Енея і Дідони
В різних творах подані різні версії кохання цих двох героїв. Якщо коротко, то в «Енеїді» Вергілія і в «Енеїді» Котляревського Дідона закохується в Енея, але через деякий час він покидає її, бо боги нагадують троянцю про його призначення. Дідона, яка після смерті чоловіка знайшла в собі сили покохати вдруге, дуже розлютилася, благала Енея не покидати її, але марно. У розпачі, цариця вирішує покінчити життя самогубством і кидається в вогонь. В цих однойменних творах досить подібно описано епізод кохання, але все ж певна жанрова різниця є. 
У Вергілієвій поемі історія героїв має трагічніший характер, кохання Дідони і Енея зображено серйозно і тут немає ніяких комічних ситуацій. Досить детально Вергілій зображає перші спалахи почуттів Дідони, яка ще не зовсім забула свого померлого чоловіка, сердегу Сіхея. Дідона заради нового кохання здатна на все, їй байдуже на плітки, які ширяться про них з Енеєм. Цариця хотіла вийти за троянця заміж, але коли він вирішив покинути її, стала благати не їхати. Дідона обмовилася, що була б рада хоча б завагітніти від Енея, щоб у неї залишилося мале нагадування про нього, але доля розпорядилася інакше. Цікаво, що в цьому епізоді також присутній певний момент пророцтва: коли флот троянців відпливає, Дідона, проклинаючи Енея, віщує майбутні війни Карфагена з Римом.
В поемі Котляревського епізод з Дідоною теж трагічний, але він зображений з гумором відповідно до жанру. Тут менше уваги приділяється внутрішньому стану героїв. Котляревський у поемі переважно пише, як Еней з троянцями під час гостювання в Дідони пиячили цілими днями, вели різні гулянки і забавлялися, що викликає сміх. У стражданнях Дідони та епізоді втечі Енея також звучать нотки звичайної побутової сварки. Тому цей епізод не сприймається настільки серйозно, порівняно з першоджерелом Вергілія.

## У мистецтві
Англійський художник Вільям Тернер намалював картину «Дідона, засновниця Карфагена»(1815 рік). Картина зберігається в Національній галереї Лондона.
В Москві, в музеї образотворчих мистецтв імені Пушкіна зберігається картина італійського художника Джованні Баттіста Тьєполо «Смерть Дідони»(1757—1770)
У 1630 році швейцарський гравер Маттеус Меріан старший створив гравюру «Дідона купляє землю, щоб заснувати Карфаген»

### В літературі
В «Енеїді» Вергілія заснування Карфагена збігається в часі з падінням Трої; як зазначає автор, Дідона покінчила життя самогубством через те, що її покинув Еней, якому вона ладна була віддати серце і владу над Карфагеном.
Образ Дідони використано в художній літературі (Вергілій, Л. Дольче, А. Арді, Я. Княжнін, М. Муравйов, І. Котляревський, І.Маленький), музиці (Ф. Каваллі, А. Скарлатті, Г. Гендель, Л. Керубіні), живописі (А. Карраччі, Дж. Б. Тьєполо, Г. Рені та ін.).
В «Енеїді» Котляревського Дідона названа «розумною і моторною пані»:
|  | В тім городі жила Дидона, А город звався Карфаген, Розумна пані i моторна, Для неї трохи сих імен: Трудяща, дуже працьовита, Весела, гарна, сановита... |

Данте Аліг'єрі згадує Дідону у своїй «Божественній комедії» в розділі Пекло
Легенда про Дідону надихнула Крістофера Марлоу написати драму «Дідона, королева Карфагена»
Приблизно 17 ст. — балада “Мандрівний принц Трої”, автор невідомий
Вільям Шекспір у своїх п'єсах 12 разів звертається до образу Дідони: двічі в п'єсі «Тіт Андронік», 4 рази в «Бурі». Також в « Гамлеті», «Ромео і Джульєтті» в трагедії «Антоній та Клеопатра», в історичній хроніці «Генріх IV, частина 2» і в комедії «Венеційський купець»
Історія Вергілія надихнула англійського романіста Девіда Локі написати твір «Кохання королеви». Він зосереджується на романтичних стосунками, які могли б виникнути між Асканієм, сином Енея, і Дідоною. Спираючись на різні джерела,автор приписує Енею з сином фінікійське походження,щоб вони мали щось спільне з Дідоною. Автор припускає, що Анхіс, батько Енея насправді міг мати союз не з Венерою, а з фінікійською богинею Астартою, з якою їх часто плутають, або з її жрицею.
В 1794 році Шарлотта фон Штайн написала драму «Дідона» з автобіографічними елементами. Привід: зрада її коханого, всім відомого Гете.
• 1555 рік — «Самопожертва Дідони», трагедія Етьєна Жоделя
• 1594 рік — «Дідона, цариця Карфагенська», трагедія Крістофера Марлоу
• 1636 рік — «Дідона», трагедія Жоржа де Скюдері
• 1769 рік — «Дідона», трагедія Якова Княжнина
• 1842 рік — «Енеїда», поема Івана Котляревського
• 1969 рік — «Дідона і Еней», вірш Йосипа Бродського

### В музиці
•1641 р. — «Дідона» Франческа Каваллі
•1656 р. — «Дідона» П'єтро Андреа Маттіолі
•1689 р. — «Дідона і Еней» Генрі Перселла
•1693 р. — «Дідона» Анрі Демаре
•1707 р. — «Дідона, цариця Карфагена» Крістофера Граупнера
•1724 р. — «Покинута Дідона», Доменіко Сарро
•1726 р. — «Покинута Дідона», Леонардо Вінчі
•1740 р. — «Покинута Дідона», Бальдассаре Ґалуппі
•1742 р. — «Покинута Дідона», Йоган Адольф Гассе
•1747 р. — «Покинута Дідона», Нікколо Йоммеллі
•1762 р. — «Покинута Дідона», Джузеппе Сарті
•1770 р. — «Покинута Дідона», Нікколо Піччінні
•1783 р. — «Дідона», Нікколо Піччінні
•1823 р. — «Покинута Дідона», Саверіо Меркаданте
•1860 р. — «Троянці», Гектор Берліоз
•2007 р. — «Еней і Дідона», Джеймс Рольф

### Дідона в відеогрі
Цариця Дідона є персонажем в серії відеоігор жанру покрокової стратегії Civilization. Гра розроблена американським геймдизайнером Сідом Меєром і видана компанією Microprose для ПК, а потім і для PlayStation. Дідона з'являється в другій, п'ятій і шостій серії ігор. Там вона представлена правителькою Карфагена, яка говорить фінікійською мовою з сучасним ізраїльським акцентом.

## Вшанування
На честь божества названо астероїд 209 Дідона.
В честь Дідони названо гору в Антарктиді, висота якої сягає 2070 метрів.
З 2005 по 2013 рік Дідона зображувалась на туніських грошах, номіналом в 10 динарів.
В математиці існує таке явище як ізопериметрична нерівність, яке деколи називають проблемою або теоремою Дідони. Історично, це перша задача варіаційного обчислення, а її проблематика полягає в тому, як можна захопити максимальну площу геометричної фігури при фіксованій довжині її межі. Сам термін так назвали, бо він пов'язаний з легендою про Дідону, а саме з епізодом, коли цариця розрізала шкіру бика і відміряла нею територію, на якій потім постав Карфаген.